# Stálobarevnost (textil)

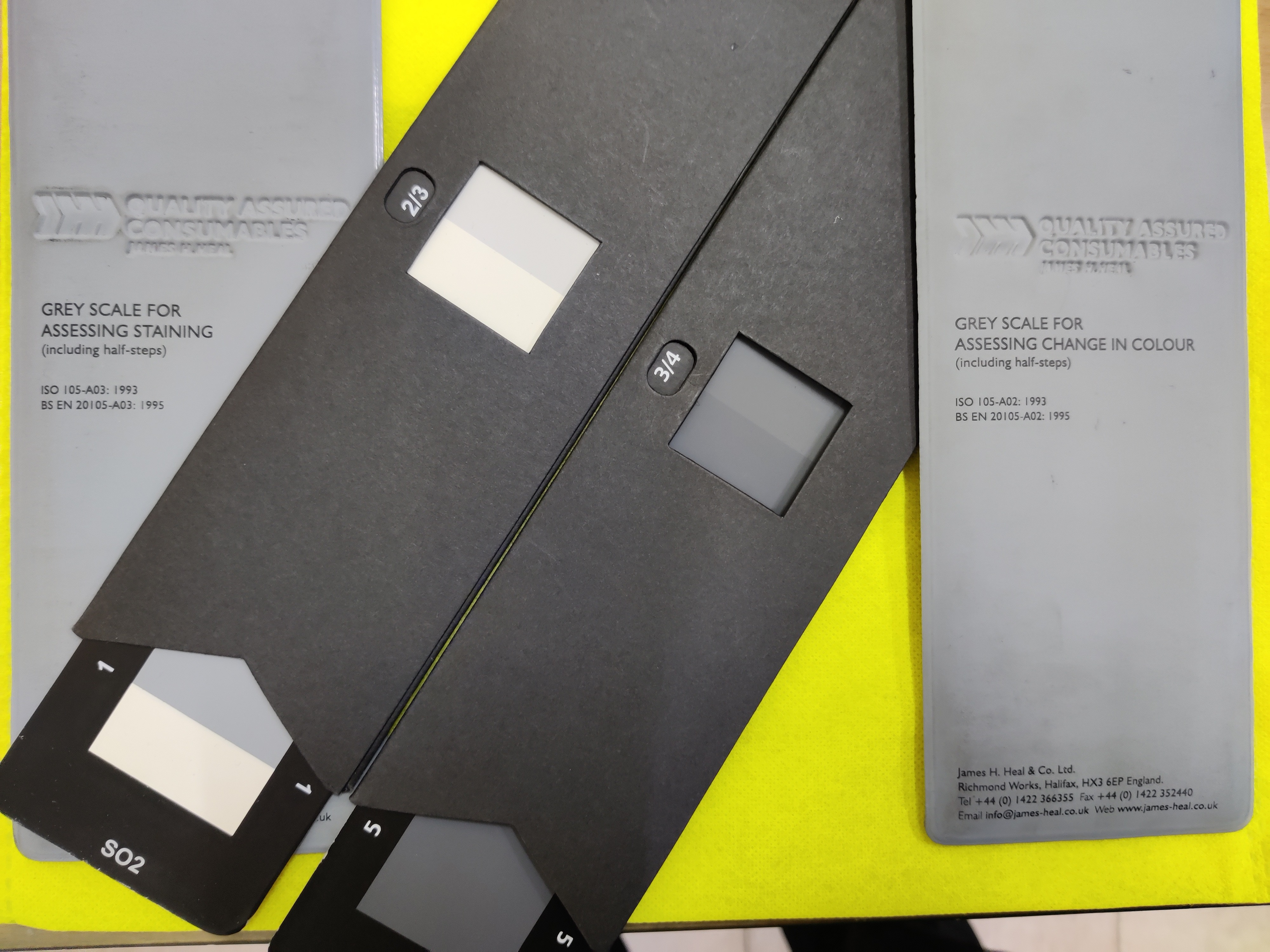
Etalony pro hodnocení stálobarevnosti

Stálobarevnost znamená odolnost barev materiálů vůči ztrátě barevného odstínu čili vyblednutí. Tento termín se používá při barvení textilií. V běžném životě se obvykle používá v souvislosti s oděvy. První známé použití tohoto termínu se datuje do roku 1916. 
Obecně platí, že před použitím čisticích prostředků obsahujících bělidla, jako je třeba Savo, by se měla stálobarevnost oděvů předem vyzkoušet.
Stálobarevnost se hodnotí dvěma způsoby, a to na šedé či modré stupnici. V prvním případě na stupnici od 1 do 5, kde stupeň 5 znamená nejvyšší stálobarevnost. Modrá stupnice má 8 stupňů a nejvyšší stálobarevnost představuje stupeň 8.
Hodnotí se stálobarevnost: 
- na světle
- vůči působení potu a slin
- v otěru
- při praní
- při chemickém čištění
- v mořské či chlorované vodě
- při žehlení
- při bělení
- při šamponování

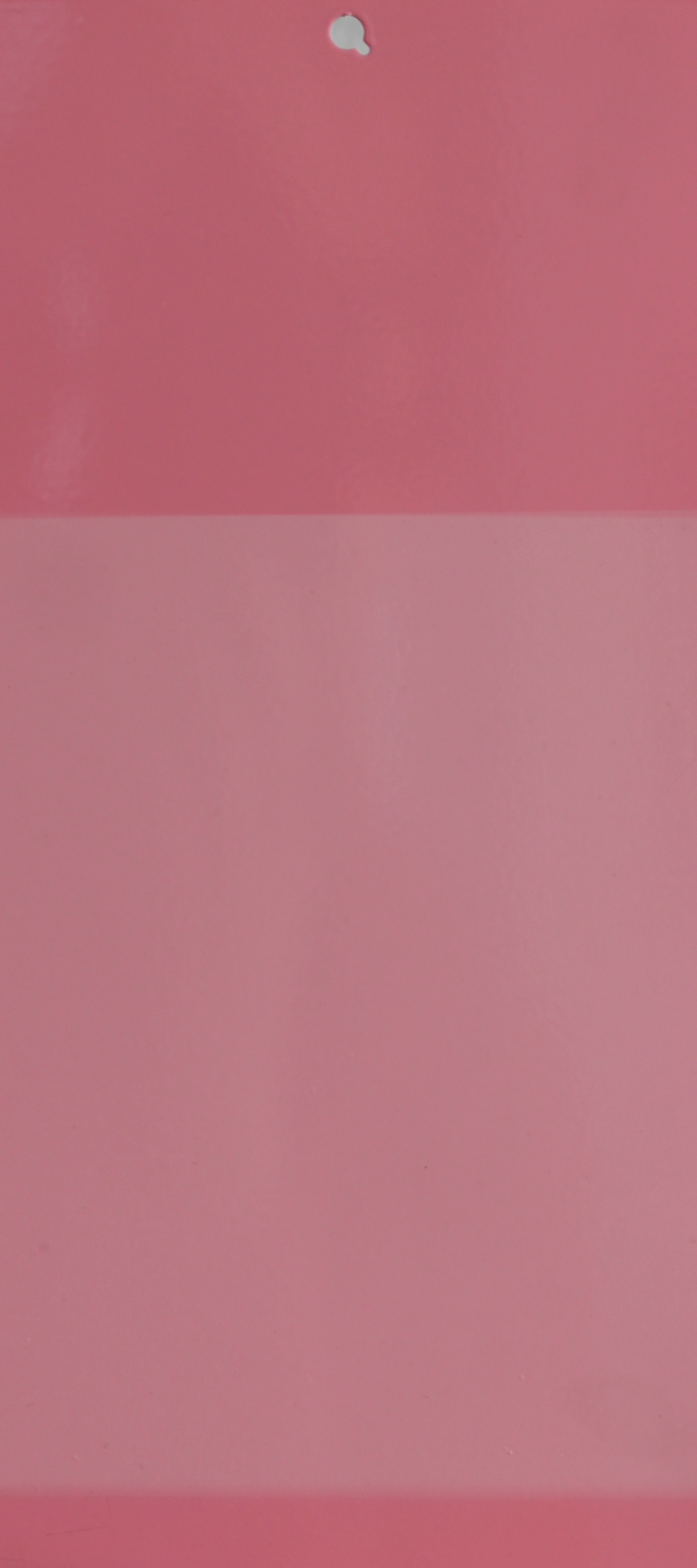
Příklad nestálosti barvy: Vyblednutí laku vlivem povětrnosti

Používají se i speciální zkoušky stálobarevnosti.

## Normy stálobarevnosti platné v ČR
- Stálobarevnost na světle (denním, umělém), v povětrnosti ČSN EN ISO 105-B01, B02, ČSN EN ISO 105-B03, B04
- Stálobarevnost v praní ČSN EN 20105 – C01, ČSN EN 20105 -C02 , ČSN EN 20105 -C03, ČSN EN 20 105 – C04, ČSN EN 20105 -C05
- Stálobarevnost v domácím a komerčním praní ČSN EN ISO105-C06
- Stálobarevnost v chemickém čištění ČSN EN ISO105-D01
- Stálobarevnost v otěru: organická rozpouštědla ČSN EN ISO105-D02
- Stálobarevnost ve vodě (v mořské, v chlorované, v horké, v pokapání vodou) ČSN EN ISO105-E01, ČSN EN ISO105-E02, E03, E07, E08
- Stálobarevnost v potu ČSN EN ISO 105-E04; Vyhláška MZ ČR č. 84/2001 Sb., Příloha č. 8, 9, 10
- Stálobarevnost v otěru ČSN EN ISO105-X12, X16; Vyhláška MZ ČR č. 84/2001 Sb., Příloha č. 10 [2]